# Ágfalva, Győr-Moson-Sopron
Ágfalva (în germană Agendorf) este un sat în districtul Sopron, județul Győr-Moson-Sopron, Ungaria, având o populație de 2.079 de locuitori (2011).

## Demografie
Componența etnică a satului Ágfalva
     Maghiari (83,09%)
     Germani (15,86%)
     Alții (1,04%)
Componența confesională a satului Ágfalva
     Romano-catolici (54,64%)
     Luterani (18,71%)
     Fără religie (8,08%)
     Reformați (2,98%)
     Necunoscută (15,1%)
     Atei (0,48%)
     Alte religii (0,96%)
Conform recensământului din 2011, satul Ágfalva avea 2.079 de locuitori. Din punct de vedere etnic, majoritatea locuitorilor (83,09%) erau maghiari, cu o minoritate de germani (15,86%).  Din punct de vedere confesional, majoritatea locuitorilor (54,64%) erau romano-catolici, existând și minorități de luterani (18,71%), persoane fără religie (8,08%) și reformați (2,98%). Pentru 15,1% din locuitori nu este cunoscută apartenența confesională.